# Parapholas californica
Parapholas californica är en musselart som först beskrevs av Conrad 1837.  Parapholas californica ingår i släktet Parapholas och familjen borrmusslor. Inga underarter finns listade i Catalogue of Life.